# Barbara Yelin

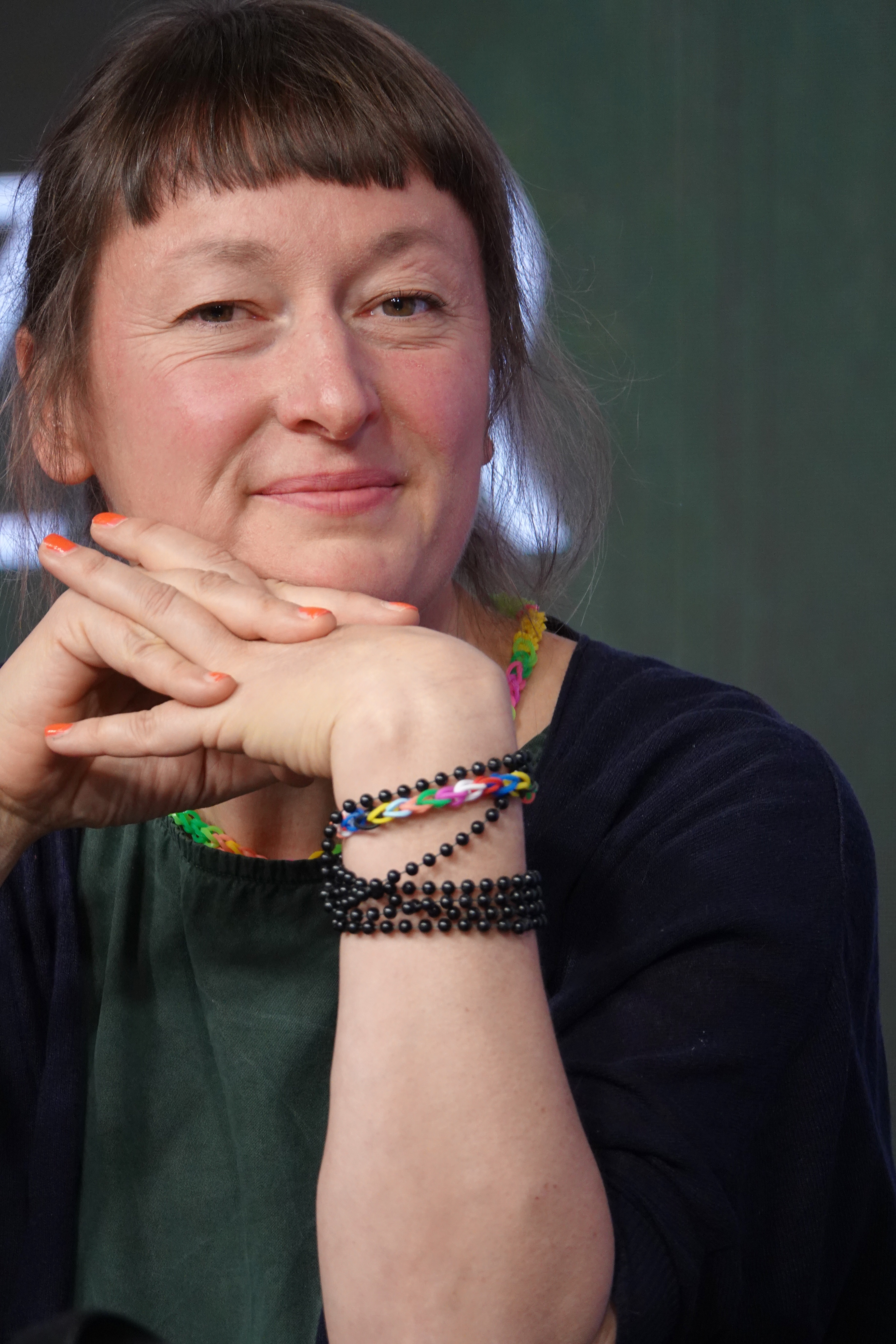
Barbara Yelin 2023

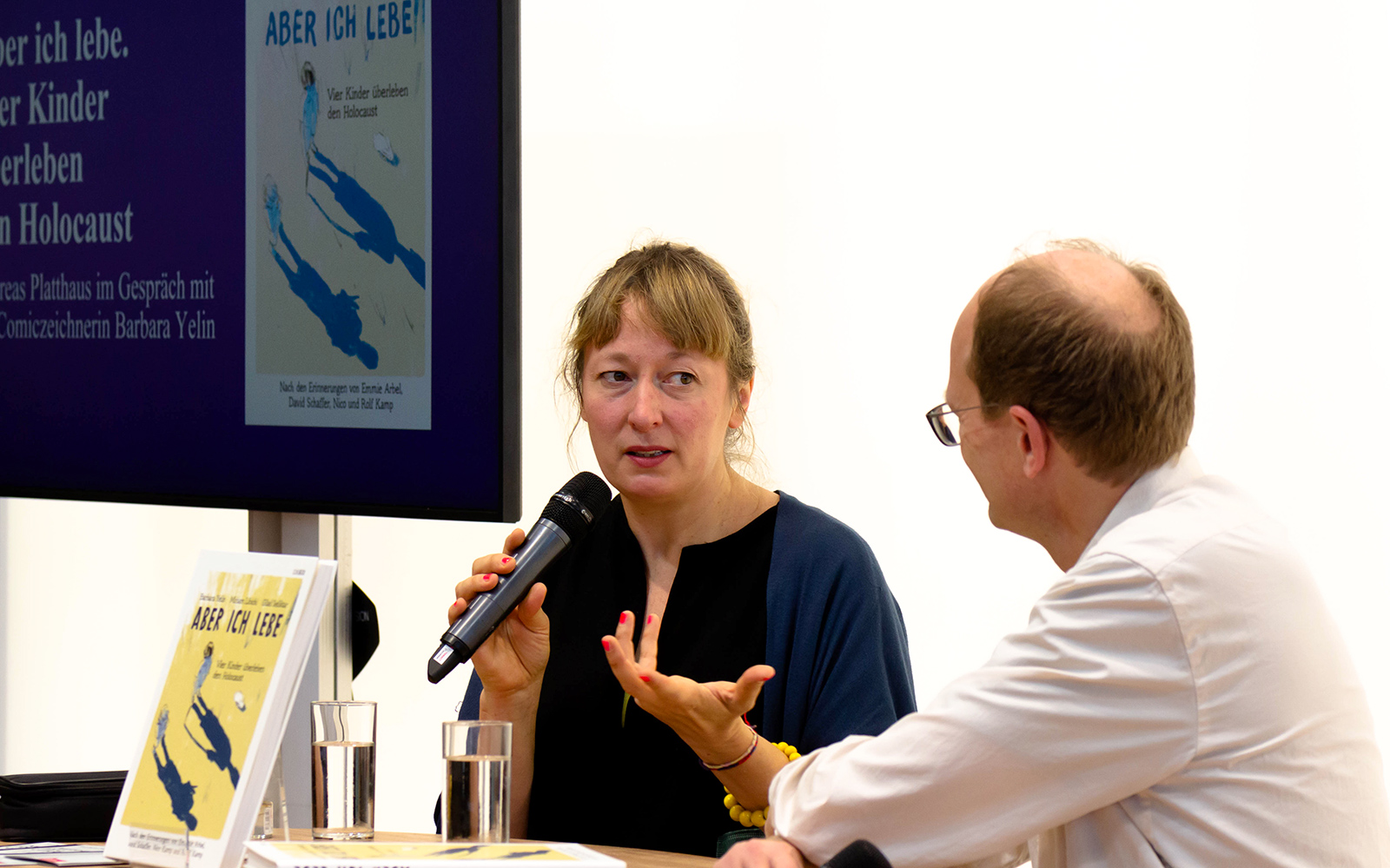
Barbara Yelin auf der Frankfurter Buchmesse 2022. Gespräch mit Andreas Platthaus von der FAZ über die Graphic Novel "Aber ich lebe".

Barbara Yelin (* 26. Juli 1977 in München) ist eine in Deutschland mehrfach ausgezeichnete deutsche Comic-Künstlerin.

## Leben
Barbara Yelin studierte Illustration an der Hochschule für Angewandte Wissenschaften Hamburg. Zunächst erschienen von ihr in Frankreich die Comicgeschichten Le visiteur (2004) und Le retard (2006). In deutscher Sprache zeichnete sie Beiträge für die Anthologien Spring und Pomme d’amour.
Ihren Comic Gift über die Geschichte der Gesche Gottfried produzierte sie 2010 nach einem Szenario von Peer Meter. Die Frankfurter Rundschau brachte zwischen 2011 und 2012 regelmäßig ihren Comicstrip Riekes Notizen, eine Auswahl der Strips veröffentlichte Reprodukt im Jahr 2013. 2014 erschien ebenfalls bei Reprodukt ihre Geschichte Irmina über eine Mitläuferin in der Zeit des Nationalsozialismus, womit sie auch ein Stück eigener Familiengeschichte aufarbeitete. Das Werk wurde bisher in 10 Sprachen übersetzt (Stand März 2022), unter anderem ins Englische, Französische, Italienische, Niederländische und Türkische. Ab Herbst 2015 veröffentlichte sie zusammen mit dem Autor Thomas von Steinaecker den Webfortsetzungscomic Der Sommer ihres Lebens, das 2016 ebenfalls bei Reprodukt als Buch erschien. 2018 brachte der Carlsen Verlag in der von Isabel Kreitz herausgegebenen Reihe Die Unheimlichen Yelins Adaption von Das Wassergespenst von Harrowby Hall heraus. 2019 brachte Yelin im Eigenverlag die Geschichte Unsichtbar heraus, in der sie in Zusammenarbeit mit Ursula Yelin die Geschichte eines eritreischen Flüchtlings erzählt. In Zusammenarbeit mit Alex Rühle erschien 2020 das Kinderbuch Gigaguhl und das Riesen-Glück bei dtv Junior. 
Im Mai 2022 erschien But I live bei University of Toronto Press, in der Yelin über das Thema Erinnerung anhand der Lebensgeschichte der Holocaustüberlebenden Emmie Arbel erzählt. Das Buch porträtiert drei Holocaustüberlebende in Comicgeschichten.
2012 wurde sie für eine Gastprofessur für Comics und Graphic Novels an die Hochschule der Bildenden Künste Saar berufen 2013 bis und 2015 war sie Dozentin beim Comic-Seminar Erlangen. 2018 war sie Writer-in-Residence am Grinnell College in Iowa. Ebenfalls seit 2018 hat sie einen Lehrauftrag an der Universität für Angewandte Kunst, Wien. Außerdem leitet und moderiert sie seit 2018 die ComicBar, eine Vortragsreihe der Münchner Stadtbibliothek mit internationalen Gästen.
Yelin war Mitglied im Berliner Atelier Bilderbureau. Sie arbeitet und lebt mit ihrem Lebenspartner und dem gemeinsamen Sohn in München.

## Rezeption
Im Vorwort zu Riekes Notizen zeigt sich Hella von Sinnen begeistert: „Ich bin sicher, dass meine Nachttischlampe meinen Wecker auch oft tröstet und ihm sagt, er ist nicht der Einzige, der nicht richtig tickt! Ein bunter, beschwingter, humorvoller Comic-Strip.“
In ihrer Laudatio für den Ernst-Hoferichter-Preis schreibt die Regisseurin Doris Dörrie: „In die Zeichnungen von Barbara Yelin kann man abtauchen wie in immer andere Gewässer: mal sind sie still und kontemplativ, zart, mal wild und stürmisch. Sie erzählt  mit Vorliebe Geschichten von Widersprüchen, Ambivalenzen und Brüchen.“

## Werke (Auswahl)
- Mit Hannah Brinkmann, Nathalie Frank, Michael Jordan, Julia Kleinbeck, Moritz Stetter, Birgit Weyhe: Wie geht es dir?: 60 gezeichnete Gespräche nach dem 7. Oktober. Avant, 2025, ISBN 978-3-96445-140-8.
- Emmie Arbel. Die Farbe der Erinnerung. Reprodukt 2023, ISBN 978-3-95640-396-5.
- Mit Gilad Seliktar, Miriam Libicki: But I Live: Three Stories of Child Survivors of the Holocaust. University of Toronto Press, Toronto 2022, ISBN 978-1-48752684-9
- Mit Paul-Moritz Rabe (Herausgeber): Tagebuch eines Zwangsarbeiters. Verlag C. H. Beck, München 2022, ISBN 978-3-406-78165-0.
- Mit Alex Rühle: Gigaguhl und das Riesen-Glück. dtv Junior, München 2020, ISBN 978-3-423-76286-1.
- Die Unheimlichen: Das Wassergespenst von Harrowby Hall. Carlsen Verlag, Hamburg 2018, ISBN 978-3-551-71350-6.
- Mit Thomas von Steinaecker: Der Sommer ihres Lebens. Reprodukt, Berlin 2017, ISBN 978-3-95640-135-0.
- Mit David Polonsky: Vor allem eins: Dir selbst sei treu. Die Schauspielerin Channa Maron. Reprodukt, Berlin 2016, ISBN 978-3-95640-102-2
- Irmina. Reprodukt, Berlin 2014, ISBN 978-3-95640-006-3.
- Riekes Notizen. Vorwort Hella von Sinnen. Reprodukt, Berlin 2013, ISBN 978-3-943143-51-5.
- Vincent van Gogh. Kunst-Comic, mit Mona Horncastle, Prestel, München 2011, ISBN 978-3-7913-7071-2.
- Albrecht Dürer. Kunst-Comic, mit Mona Horncastle, Prestel, München 2011, ISBN 978-3-7913-7070-5.
- Gift. mit Peer Meter, Reprodukt, Berlin 2010, ISBN 978-3-941099-41-8.
- Le retard. Aus dem Deutschen von Thierry Groensteen. Edition de l’An 2, Angoulême 2006, ISBN 978-2-84856-068-7.
- Le visiteur. Edition de l’An 2, Angoulême 2004, ISBN 978-2-84856-029-8.

## Auszeichnungen
- 2015 Prix Artémisia[14]
- 2015 Bayerischer Kunstförderpreis
- 2016 Max-und-Moritz-Preis, Sparte „Beste deutschsprachige Künstlerin“
- 2016 Aufenthaltsstipendium der Künstlerresidenz Chretzeturm, Stein am Rhein[15]
- 2017 Nominierung für einen Eisner Award[16]
- 2018 Kalenderpreis der Frankfurter Buchmesse
- 2018 Rudolph-Dirks-Award für “Der Sommer ihres Lebens” mit Thomas von Steinaecker[17]
- 2019 Rudolph-Dirks-Award für „Das Wassergespenst von Harrowby Hall“[18]
- 2021: Ernst-Hoferichter-Preis[19]
- 2021: Arbeitsstipendium für Münchner Autoren[20]
- 2023: Pro meritis scientiae et litterarum[21][22]
- 2024: Max-und-Moritz-Preis, Spezialpreis der Jury[23]
- 2024: Schwabinger Kunstpreis[24]
- 2024: Gustav-Heinemann-Friedenspreis für Kinder- und Jugendbücher
- 2025: Stipendiat Villa Massimo für zehn Monate[25]